# 牛コロナウイルス病
牛コロナウイルス病（うしコロナウイルスびょう、英: bovine coronavirus infection）とは、牛コロナウイルスの感染を原因とするウシの感染症である。牛コロナウイルスはコロナウイルス科コロナウイルス属に属するRNAウイルス。経口感染あるいは経鼻感染を引き起こし、下痢を主徴とする。下痢が長引くと脱水、代謝性アシドーシスにより衰弱、時に死亡する。病変は小腸および大腸に認められる。